# Coenotephria pistacieti
Coenotephria pistacieti är en fjärilsart som beskrevs av Edward P. Wiltshire 1952. Coenotephria pistacieti ingår i släktet Coenotephria och familjen mätare. Inga underarter finns listade i Catalogue of Life.